# Roelof Hendrik Bos
Roelof Hendrik (Roelof) Bos (Deventer, 21 juni 1942) is musicus, schrijver en oud-advocaat. Als schrijver bedient hij zich van het pseudoniem Celeste Lupus.

## Biografie
Bos werd in Deventer geboren als tweede zoon van een huisarts en doorliep aldaar de Rijks-hbs. Na allereerst een jaar medicijnen te hebben gestudeerd  studeerde hij in 1970 af aan de Rijksuniversiteit Groningen als kandidaat notaris, aan de Katholieke Universiteit Brabant in Tilburg als fiscaal jurist en aan de Vrije Universiteit Amsterdam als jurist in het Nederlands recht. Als student won hij een landelijke wedstrijd over de beantwoording van een rechtsvraag.
Hij studeerde fluit bij Simon Kooiman, eerste fluitist van het Noordelijk Filharmonisch Orkest, docent aan het Gronings Conservatorium en piano bij Gérard van Blerk, concertpianist, hoofddocent aan het Haags Conservatorium. Als zanger ontwikkelde hij zich autodidactisch. Als musicus, zanger, fluitist en pianist gaf hij met Anthonetta Hélène Jolles (1945, pianiste en klaveciniste) vele muziekrecitals.
Na korte tijd werkzaam in het notariaat werd hij als fiscaal jurist vennoot van Kantoor H.J. Vooren in Den Haag en later vennoot van PriceWaterhouse Europe. In Den Haag had Bos een fiscale cassatiepraktijk. In 1986 vestigde hij zich als advocaat in Amsterdam, waar hij nestor en vennoot was van het advocatenkantoor Bos, Oosterbaan en Van Eeghen. Hij beëindigde zijn loopbaan als zelfstandig advocaat in 2015. Sinds 2001 is hij woonachtig in Frankrijk.
Als wetenschapper loste hij met rekenmodellen het van voor de oorlog daterende raadsel van het lek in het fiscale recht (bonusaandeel en vruchtgebruik) op. Als enige keerde Bos zich tegen de door de Hoge Raad gesanctioneerde opvatting over de fiscaal toegestane afschrijving over blote eigendom, dat leidde tot een grootscheepse wetswijziging.

### Juridisch
- 1983 - "Bonusaandelen en vruchtgebruik", in: Weekblad voor Fiscaal Recht, nr 5589.
- 1984 - "Bonusaandelen en vruchtgebruik, een korte toelichting", in: Weekblad voor Fiscaal Recht, nr. 5589.
- 1992 - "Vruchtgebruik op onroerend goed", in: Weekblad voor Fiscaal Recht, nr. 5996.
- 1993 - "Afschrijvingsproblematiek met betrekking tot vruchtgebruik op onroerend goed", waarin voormelde beslissing van de Hoge Raad werd aangevallen. Geweigerd door het Weekblad voor Fiscaal Recht met als reden dat het onderwerp behandeld werd door mw prof. I.J.F.A. van Vijfeijken. N.B. Prof. van Vijfeijken verdedigde de gewraakte beslissing van de Hoge Raad. Het gevolg was een grootscheepse wetswijziging.
- 1992 - "Afschrijving als civielrechtelijke last?", in: Weekblad voor Privaatrecht Notarisambt en Registratie.
- 2011 - "Justitie en Wikileaks", in: Pierik, P. en Aalders, G. Wikileaks. Tussen cyberoorlog en informatierevolutie?; uitgeverij Aspekt.[6]

### Literair
- 2008 - Apollo aan de Seine, sans famille (roman), uitgeverij Aspekt.[7]
- 2011 - Het Smalspoor (roman), uitgeverij Aspekt.[7][8]
- 2014 - De geest der wet (roman), uitgeverij Aspekt.[7][9]
- 2016 - Tobias Vlek en de vergissing van Einstein (roman), uitgeverij Aspekt.[7]
- 2016 - Madame Bovary / Sebastian Haffner, het Stockholm syndroom, bijdrage in literair tijdschrift Bühne, uitgeverij Aspekt.
- 2017 - "De tong van Gerard Reve", bijdrage in literair tijdschrift Bühne, uitgeverij Aspekt.
- 2017 - Verdwaald in eigen land (roman), uitgeverij Aspekt.[7]
- 2018 - Einsteins Error about time and particles (novel), Aspekt Publishers.[7]
- 2018 - Bühne (cultureel tijdschrift Roelof Bos / Celeste Lupus editie), uitgeverij Aspekt.[7]
- 2018 - Over de Muziek Of de maat der dingen (essay), uitgeverij Aspekt.[7]
- 2018 - Bagger over Beethoven en Bach en meer van dat soort (essay), uitgeverij Aspekt.[7]
- 2018 - De la musique ou la Mesure des choses (essai), Maison d'Editions Aspekt.[7]
- 2018 - Eerbied of onmacht (toneelstuk), uitgeverij Aspekt.[7]
- 2019 - Europa's ondergang, de bittere tranen van Sarah Windekind (roman), uitgeverij Aspekt.[7]
- 2020 - De teloorgang van Tijmen Busselink (toneelstuk), uitgeverij Aspekt.
- 2020 - Een onbevlekte ontvangenis (kort verhaal, opgenomen in de bundel Corona verhalen "De wraak van de leegte"), uitgeverij Aspekt.
- 2024 - Jan Kovak (roman), uitgeverij Aspekt.[7]